# Vincent Toh Bi Irié
Vincent Toh Bi Irié, né le 17 novembre 1969 à Dabou, est un haut fonctionnaire et homme politique ivoirien. Il est d'août 2018 à août 2020 préfet d'Abidjan. Il démissionne officiellement le 28 août 2020.
Avant cette date, il était directeur de cabinet au ministère ivoirien de l’Intérieur. À l'occasion des  élections municipales en 2018 à Abidjan, il a été au centre des échanges entre candidats pour un scrutin apaisé. À l'issue des échéances électorales, il a fait l'objet de critiques. Les mandats des maires des communes du Plateau et Port-Bouët ayant pris fin au 31 décembre 2018, il assure une délégation spéciale, le temps d'installer les nouveaux conseils municipaux.

## Biographie
Vincent Toh Bi Irié est né le 17 novembre 1969 à Dabou, près d’Abidjan. Il étudie les lettres modernes à l’université de Cocody avant d’intégrer l'École nationale d'administration à Abidjan en 1998. Sous-préfet de Tiémé dans la région d’Odienné au nord de la Côte d'Ivoire, il gravit les échelons pour entamer une carrière à l’international. Cet administrateur, spécialiste des questions d’élection, de gouvernance et de gestion de conflits,. Il est présent au Rwanda dans le cadre des élections de 2002 à 2003, puis en Afrique du Sud comme Directeur-Résident de Electoral Institute for Sustainable Democracy in Africa (EISA). Il publie plusieurs articles sur les élections, les conflits et la gouvernance,.
En mai 2025, Vincent Toh Bi Irié annonce sa candidature à l'élection présidentielle de 2025.

## Fonctions occupées
Ses 20 dernières années[évasif], Vincent Toh Bi Irié a occupé plusieurs fonctions et assumé des responsabilités dans son pays et aussi à l'étranger,. Il a débuté au Ministère ivoirien de l'Intérieur comme Chargé de Programmes, puis assistant technique à la Commission chargée des élections avant de rejoindre des organisations internationales. Il a supervisé plusieurs processus électoraux en Afrique, puis exercé comme Directeur-Résident de Electoral Institute for Sustainable Democracy in Africa (EISA). C'est en 2014 qu'il rejoint son pays et retourne au Ministère de l'Intérieur comme Directeur de Cabinet.
- 1998-2000 : chargé de programme, Ministère ivoirien de l’Intérieur ;
- 2000-2001 : assistant technique à la Commission électorale indépendante de Côte d'Ivoire ;
- 2001 : sous-préfet de Tiémé (Odienné, nord de la Côte d'Ivoire) ;
- 2002-2003 : consultant en prévention des conflits (PNUD-Abidjan) ;
- 2003-2004 : consultant en élections au Rwanda ;
- 2004-2011 : directeur-résident de Electoral Institute for Sustainable Democracy in Africa (EISA) en Afrique du Sud ;
- 2014 : conseiller du Ministre d’État, Ministre ivoirien de l’Intérieur et de la Sécurité sur les questions électorales ;
- 2014-2016 : directeur de cabinet adjoint du Ministre d’État, Ministre de l’Intérieur et de la Sécurité en Côte d'Ivoire Hamed Bakayoko ;
- 2016-2017 : directeur de cabinet du ministre d’État, ministre de l’Intérieur et de la Sécurité[11],[12] ;
- 2017 : directeur de cabinet du ministre de l’Intérieur et de la Sécurité Sidiki Diakité ;
- 2018 : préfet hors-grade[13],[14] ;
- août 2018-août 2020 : préfet de région[15], préfet du département d'Abidjan.